# ورمز 4: مايهيم
ورمز 4: مايهيم (بالإنجليزية: Worms 4: Mayhem)‏ هي لعبة مدفعية ثلاثية الأبعاد تكتيكية واستراتيجية في سلسلة ورمز تم تطويرها بواسطة تيم17 وخليفة ورمز 3دي.

## الحبكة
يصل فريق الديدان الخاص باللاعب إلى جامعة ورمينكل، حيث يلتقون بالبروفيسور ورمينكل، الذي يدرب الفريق على استخدام أسلحة مختلفة. ثم يقوم ورمينكل بتعيين مهام الفريق للتسلل إلى مباني العدو وتدمير مواقع البناء الخاصة بهم. للفرار من العملاء الحكوميين، يسافر ورمينكل والفريق في الوقت المناسب إلى العصور الوسطى باستخدام آلة الزمن الخاصة بـ ورمينكل، لكن الجهاز يتضرر ويتعرض للهجوم من قبل المعالجات والفرسان. بعد القتال من خلالهم، ينتقل الفريق إلى الغرب المتوحش للعثور على الذهب للحفاظ على تشغيل الآلة، ويقاتل الطفل بوغي في هذه العملية، وإلى الجزيرة العربية القديمة لاستعادة الجواهر التي سرقها علي بابون ولصوصه المزعجون والاحتفاظ بعناصر التحكم في التنقل بالآلة. متوازن.
بعد استعادة الجواهر،  يصلح ورمينكل الجهاز، لكنه يسقط حرفًا عن طريق الخطأ. يقرأ الفريق الرسالة التي تكشف أن الحكومة كانت تخطط لبناء مختبر أبحاث جديد ليحل محل جامعة ورمينكل. سرعان ما أخذ ورمينكل الحرف إلى الوراء واستمر في الرحلة مع الفريق، ولكن بعد توقفهم في عصور ما قبل التاريخ، يخون ورمينكل الفريق، ويخبرهم أنه استخدمهم بالفعل كجزء من خطته للهروب من الحكومة. يخطط للتخلي عن الفريق في العصر الحجري، يهرب، لكنه يصطدم بجبل. عاقدة العزم على الإمساك به، يقاتل الفريق من خلال الديدان الكهفية والديدان الديناصرية. بعد الوصول إلى ورمينكل، سرق الفريق آلة الزمن منه وعاد إلى يومنا هذا، بعد أن علم بخيانته، تاركًا ورمينكل محاصرًا في العصر الحجري إلى الأبد ومذعورًا.

## أسلوب اللعب
تتبع طريقة اللعب أسلوب ورمز 3دي، حيث تتناوب فرق من الديدان على استخدام مجموعة متنوعة من الأسلحة والعناصر من أجل القضاء على الفريق (الفرق) المنافس. تشمل الميزات الجديدة القدرة على تخصيص مظهر الدودة الخاصة بهم وكذلك إنشاء أسلحتهم الفريدة في ميزة جديدة تسمى «مصنع الأسلحة». تحتوي اللعبة أيضًا على متجر حيث يمكن للاعبين شراء عناصر مختلفة، باستخدام النقاط التي تم ربحها من خلال إكمال مهام القصة أو التحديات أو فتح الجوائز. تتضمن عناصر التسوق خرائط جديدة وإكسسوارات وملابس جديدة وبنوك شخصية (أصوات) وأنماط لعبة.
في السلسلة الأولى، يوفر وضع القصة في ورمز 4 مشاهد قبل كل مهمة للكشف عن معلومات أساسية. تحتوي اللعبة أيضًا على أوضاع لعب إضافية، مثل وضع التحدي، والذي يقدم للاعب مهام مختلفة لإكمالها. وضع متعدد اللاعبين متاح عبر هوتسيت. يتوفر الوضع عبر الإنترنت أيضًا على إصدار الكمبيوتر الشخصي وكان متاحًا على إكس بوكس من خلال إكس بوكس لايف قبل عام 2010.[بحاجة لمصدر]

## التقييم
| التقييم |             |
| --- | ----------- |
| مجموع النقاط المجموع نقاط ميتاكريتيك 72/100 (PC) نتائج المراجعة نشرة نقاط 1أب.كوم +A يورو غيمر 6/10 غيم سبوت 6.2/10 آي جي إن 7.5/10 إكس-بلاي 3/5 |             |
| مجموع النقاط |             |
| المجموع | نقاط        |
| ميتاكريتيك | 72/100 (PC) |
| نتائج المراجعة |             |
| نشرة | نقاط        |
| 1أب.كوم | +A          |
| يورو غيمر | 6/10        |
| غيم سبوت | 6.2/10      |
| آي جي إن | 7.5/10      |
| إكس-بلاي | 3/5         |

تلقت اللعبة آراء متباينة إلى إيجابية. انتقد النقاد[من؟] بشكل عام ورمز 4: مايهيم لعدم اختلافها عن ألعاب ورمز 3دي السابقة، والضوابط الصعبة والذكاء الاصطناعي غير المنطقي. ومع ذلك، تم الثناء على مجموعة الأسلحة لتضمينها أسلحة جديدة وحالية، إلى جانب تصميم المستوى.[بحاجة لمصدر]